# Arte da Iugoslávia

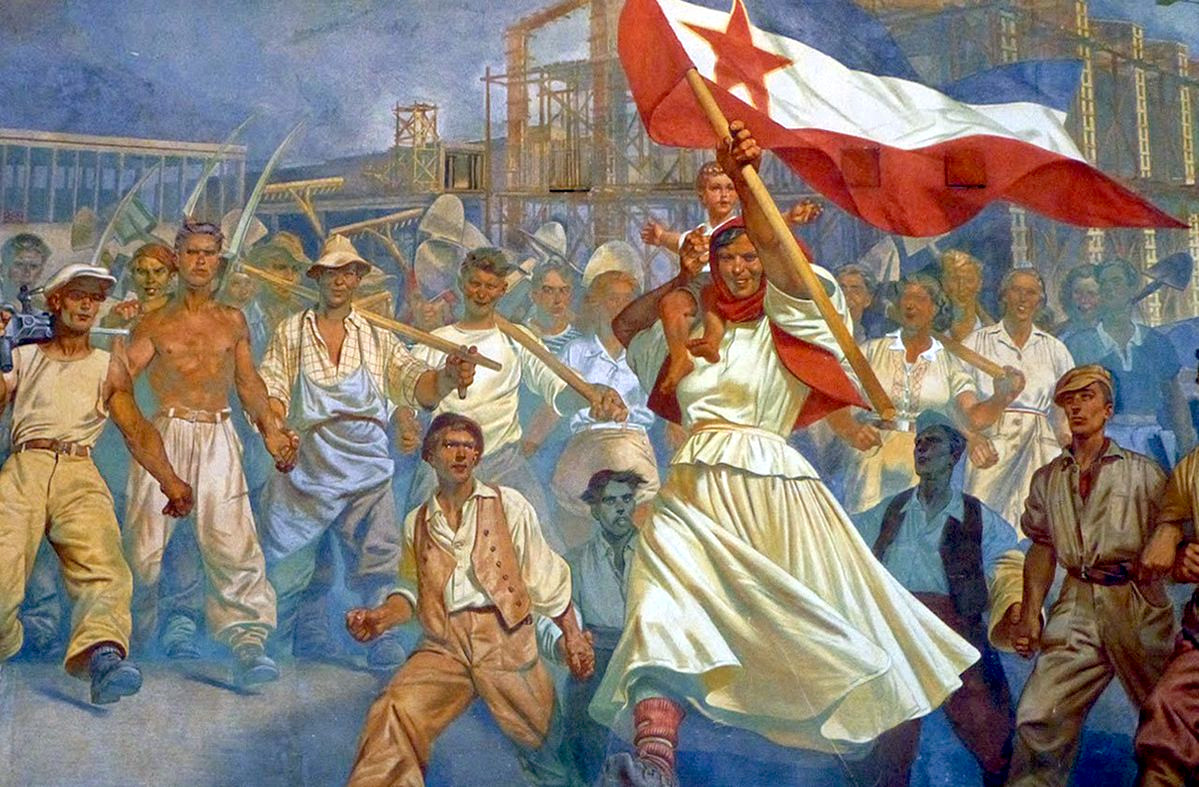
Slavko Pengov, Mural na Vila de Tito, Bled, 1947.

A arte da Iugoslávia é a arte visual criada por vários pintores, escultores e artistas gráficos na Iugoslávia.

## Origens
As artes visuais nos territórios que mais tarde se tornaram a Iugoslávia eram limitadas principalmente às artes religiosas até o século XIX. Naquela época, a arte iugoslava ainda estava ligada à tradição barroca e, junto com o romantismo na literatura iugoslava, os motivos seculares estavam se estabelecendo muito lentamente. Os primeiros pintores românticos, Biedermeier e classicistas foram todos educados no exterior e pintaram principalmente retratos. Na virada para o século XX, com a influência das metrópoles ocidentais, a secessão chegou à Eslovênia e à Croácia. Vlaho Bukovac organizou uma sociedade de pintores em Zagreb com muitas exposições, enquanto em Belgrado Kirilo Kutlik fundou a primeira escola de arte em 1895. Os artistas da secessão Hinko Smrekar e Maksim Gaspari produziram principalmente gráficos, enquanto Ivan Meštrović ficou conhecido como escultor. Uma série de seis Exposições de Arte Iugoslavas foram organizadas entre 1904 e 1927, exibindo obras de muitas pessoas importantes da região. 

## Reino da Iugoslávia

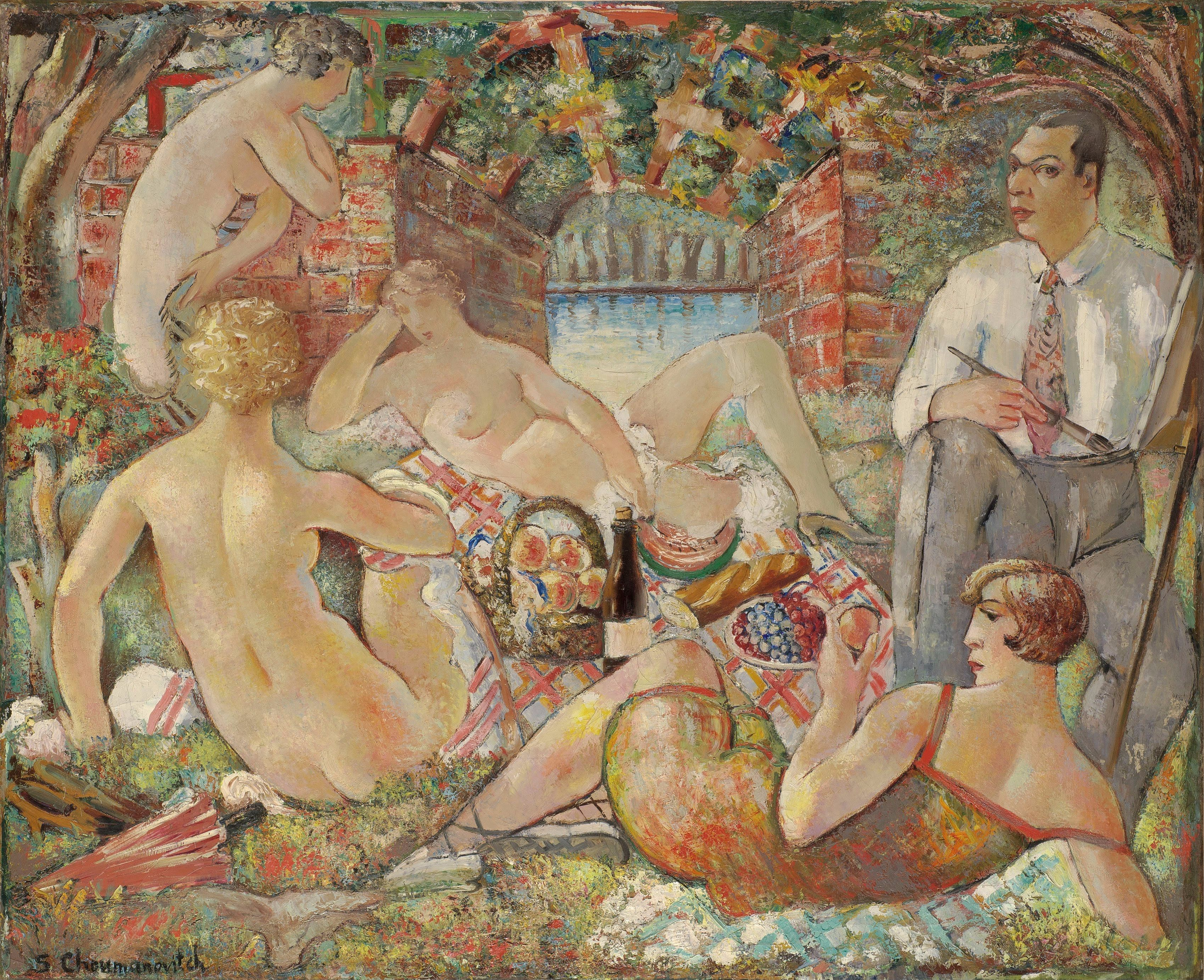
Almoço na grama de Sava Šumanović, 1927

Com a formação do Reino dos Sérvios, Croatas e Eslovenos, a vanguarda assumiu a primazia nas artes iugoslavas. Correntes modernas de expressionismo, cubismo e surrealismo surgiram com novos jovens artistas como Petar Dobrović, Jovan Bijelić, Milo Milunović, Sava Šumanović, Stane Kregar e Gojmir Anton Kos. Mais tarde, com a crise política da década de 1930, surgiram temas sociais com atitude crítica às formas antigas. Mirko Kujačić escreveu um Manifesto do Zenitismo, enquanto Krsto Hegedušić fundou um grupo radical Zemlja em Zagreb. Em Trieste, o construtivismo era forte, com o pintor esloveno Avgust Černigoj liderando o estilo. Institucionalmente, a arte iugoslava foi apoiada pela nova Academia de Belas Artes da Universidade de Zagreb e pela Escola de Pintura de Belgrado. A escultura não era tão desenvolvida quanto a pintura e permaneceu principalmente sob a antiga influência de Ivan Meštrović. Outro escultor notável desta época foi Antun Augustinčić. 

## República Socialista Federativa da Iugoslávia
Não houve muita produção artística durante a Segunda Guerra Mundial na Iugoslávia, sendo preservadas principalmente artes gráficas dos partisans.
Após a guerra, estilos e técnicas antigos persistiram até que o utilitarismo estético e o realismo socialista foram introduzidos com o novo sistema socialista. Embora tenham durado apenas alguns anos, as notáveis obras de arte e esculturas realistas socialistas incluem “Perfuração Exploratória em Nova Belgrado” de Boža Ilić, o memorial Batina de Antun Augustinčić (1945-1957) e o monumento aos soldados mortos em Iriški Venac por Sreten Stojanović em 1951.  No Congresso de Liubliana de 1952 da Associação de Escritores da Iugoslávia, Miroslav Krleža criticou o realismo soviético na pintura, que denunciou como um renascimento das formas acadêmicas burguesas. 
Na década de 1950, novos elementos de vanguarda e fantásticos emergiram novamente com a estética do choque. A Iugoslávia Socialista foi uma exceção importante entre os países comunistas, porque após a Ruptura Tito–Stalin em 1948, abandonou o realismo socialista juntamente com outros elementos previamente importados do sistema soviético e permitiu maior liberdade artística.  Após a rejeição do domínio inspirado pelos soviéticos do realismo socialista, os artistas iugoslavos desfrutaram de níveis relativamente elevados de autonomia artística, sem liberdade para produzir arte descaradamente anti-Tito, ao mesmo tempo que desfrutavam de níveis significativos de apoio estatal.  Não havia um estilo único dominante, com muitas novas instituições e sociedades sendo formadas em Liubliana, Zagreb, Belgrado e outras grandes cidades. A tolerância ou o apoio oficial absoluto à arte abstrata, às tradições locais da Bauhaus e ao construtivismo russo foi usado para representação política pelo regime, alimentando uma imagem da Iugoslávia como um país moderno e independente. 
Um fenômeno especial, reconhecido também no exterior, foi a escola ingênua autodidata em Hlebine com Ivan Generalić.
Por outro lado, a abordagem acadêmica tornou-se predominante, formando muitos cursos e experimentando geometria, magia, cores, realismo fotográfico e outros elementos. Os grupos mais famosos foram Nova Tendência de Zagreb, Grupo 69 de Liubliana e Dezembro de Belgrado. Artistas famosos deste período incluem Miodrag B. Protić, Branko Miljuš, Miljenko Stančić, Vladimir Veličković, Vjenceslav Richter, Ivan Picelj, Miroslav Šutej, Janez Bernik, Jože Ciuha e Adriana Maraž. Em 1955, o Pavilhão de Arte Cvijeta Zuzorić, sediado em Belgrado, acolheu a tão aguardada exposição de Henry Moore.  Novas tendências, movimento diverso profundamente entrelaçado com a arte da Europa Ocidental, abriu sua primeira exposição em Zagreb em 3 de agosto de 1961 com o evento e as exposições subsequentes até 1973 enfatizando o papel das novas tecnologias e da videoarte, bioarte e robótica, ao mesmo tempo em que fornecia um toque local específico às questões do papel social da arte contra as tendências da l'art pour l'art no Ocidente. 
Junto com a pintura, houve também um enorme florescimento de artes gráficas, enquanto a escultura na RSF Iugoslávia era menos diversificada e principalmente social-realista, assemelhando-se à arquitetura iugoslava.